# ویتوریو روسو
ویتوریو روسو (انگلیسی: Vittorio Russo؛ زادهٔ ۱۶ فوریهٔ ۱۹۳۹) بازیکن فوتبال اهل ایتالیا است.
از باشگاه‌هایی که در آن بازی کرده‌است می‌توان به باشگاه فوتبال پرو گوریتسیا اشاره کرد.